# Before the Dawn
Before the Dawn — фінський гурт, що виконує музику на межі стилів мелодійного дез-металу та готичного металу. Виник 1999 року, назва означає Перед Світанком.

## Історія

### Початок (1999—2005)
Гурт заснував 1999 року Туомас Саукконен як свій сольний проект:

| «Перше демо "To Desire Part 1" я записав повністю самотужки, а вже під час запису другого мені допомагав друг на ударних. Перший склад зібрався, тож BTD міг виступати наживо. Після багатьох змін у складі BTD взявся за студійний запис MCD під назвою "Gehenna". Я отримав кілька пропозицій [від лейблів], проте нічого серйозного. BTD продовжив виступати наживо, а я продовжив писати багато нового матеріалу, й наступний MCD під назвою "My Darkness" отримав хороші відгуки, й Locomotive Music запропонував нам серйозну співпрацю.»[1] Оригінальний текст (англ.) «I made the first demo "To Desire Part 1" all by myself and for the second one I had a friend of mine playing the drums. The first line-up was gathered so that BTD could perform live. With many changes in the line up BTD entered the studio to record the MCD called "Gehenna". I received couple of deal offers but nothing serious enough. BTD continued playing gigs and I kept on writing lots of new material, and the next MCD called "My Darkness" got very good feedback and a serious enough record deal was offered by Locomotive Music.» |
Після приходу Пану Віллмана (Panu Willman), Міке Ояли (Mike Ojala) та Кіммо Нурмі (Kimmo Nurmi) гурт записав свій перший повноформатний альбом My Darkness (2003). Вже наступного року вийшов другий альбом 4:17 am. Гурт узяв участь у європейському турне гурту Katatonia 2003 року.

### Другий склад (2005—2011)
2005 року Саукконен оголосив новий склад гурт, де всіх музикантів змінила т. зв. «Live Assault Team»: норвежець Ларс Ейкінд (Lars Eikind; кол. Winds, Age of Silence, Khold) — чистий вокал та бас, гітарист Юго Ряйга (Gloria Morti), клавішник Єл М'якінен (Joel Mäkinen) та ударник Аату Мукка (Aatu Mukka). Причиною таких змін Саукконен назвав погану мотивацію та недостатній професіоналізм попереднього складу.
Альбом The Ghost було видано 2006 року, при чому надлишок матеріалу вилився у сольний проєкт Туомаса (див. нижче).
З Ларсом та Юго як постійними учасниками гурт записав наступний повний альбом Deadlight 2007 року. Сингл «Deadsong» з'явився в лютому 2007, одразу ж посівши другу сходинку у фінському чарті Топ-20; впродовж чотирьох місяців він залишався у двадцятці фінського Radio Rock. Сингл Faithless, записаний за участі Йоне Нікули (Jone Nikula) як кавер на пісню Mouth For War Panter-и, 15 липня 2007 року посів другу сходинку в тижневому Топ-20 Фінляндії.
Під час запису п'ятого альбому Soundscape of Silence, ударник Дані Міеттінен (Dani Miettinen) покинув колектив; музиканти вирішили залишити місце ударника вакантним і запросити сесійних учасників для живих виступів (наприклад, Матті Аверкалліо (Matti Auerkallio)). Невдовзі після цього релізу в жовтні 2008 Soundscape of Silence потрапив до Топ-20 фінського чарту альбомів (позиція 14). Незабаром в колективі з'явився постійний ударник Атте Палоканґас (Atte Palokangas; кол. Agonizer). Офіційно він став учасником гурту влітку 2009, після чого Before The Dawn взяли участь у Forging Europe Tour гурту Amorphis восени 2009.
Міні-альбом Decade of Darkness, презентований навесні 2010, посів першу сходинку у фінському чарті синглів. Відео на End of Days з цього EP містить кадри з азійського турне 2010 року. Європейська версія цього EP, видана в лютому 2011, містить бонусне DVD з концертом гурту на німецькому фесті Summerbreeze 2009.
В лютому 2011 Туомас Саукконен отримав Finnish Metal Award в категорії «Найкращий інструменталіст», а Before The Dawn посів третє місце в категорії «Найкращий гурт».
Новий альбом 2011 року Deathstar Rising посів восьму сходинку в Топ-10 фінському чарті альбомів.

### Після 2011
В червні 2011 басист та вокаліст Ларс та ударник Атте покинули гурт, Ларс з особистих причин, а Атте — з музичних. 25 січня 2012 року гурт оголосив назву та дату виходу нового альбому — Rise of the Phoenix, 27 квітня 2012.

## Жанр
Оскільки Before the Dawn довгий час випускали альбоми на лейблі Locomotive Music, який спеціалізувався на готичній музиці, гуртові приписали жанр готичного металу. Перший міні-альбом дійсно був представником цього жанру. Коли Before the Dawn розірвали контракт із лейблом, їхні прихильники задумалися над точнішою класифікацією музики гурту. Більшість журналів, таких як Stalker Magazine, писали, що Before the Dawn — мелодійний дез-метал або мелодійний дарк-метал. Сам Туомас охарактеризував жанр гурту як Melancholic Scandinavian Metal (англ. меланхолійний скандинавський метал).
Крім того, Саукконен працює з чотирма гуртами (The Final Harvest, Black Sun Aeon, Teargod, Dawn of Solace), в яких він є учасником, а частіше — продюсером.

## Учасники
Теперішні
- Туомас Саукконен (Tuomas Saukkonen) — гітара, ґроул, клавішні
- Юго Ряйга (Juho Räihä) — ритм-гітара

Колишні
- Пану Віллам (Panu Willman)
- Міке Ояла (Mike Ojala)
- Кіммо Нурмі (Kimmo Nurmi)
- Дані Міеттінен (Dani Miettinen) — ударні
- Ларс Ейкінд (Lars Eikind) — бас-гітара, спів
- Атте Палоканґас (Atte Palokangas) — ударні

## Дискографія
Альбоми
- 2003 — My Darkness
- 2004 — 4:17 am
- 2006 — The Ghost
- 2007 — Deadlight
- 2008 — Soundscape of Silence
- 2011 — Deathstar Rising
- 2012 — Rise of the Phoenix

Демо
- 2000 — To Desire

DVD
- 2006 — The First Chapter

Міні-альбоми
- 2001 — Gehenna
- 2010 — Decade of Darkness
- 2011 — Decade of Darkness (EU edition + Bonus DVD)

Синґли
- 2007 — Deadsong
- 2007 — Faithless

## Dawn of Solace
Під час роботи над альбомом The Ghost, Саукконен написав понад 30 пісень. Спершу він задумав записати подвійний альбом для Before the Dawn, проте частина матеріалу виявилася повільнішою, більш мелодичною та темнішою, аніж пісні для The Ghost. В результаті виник сольний проєкт Саукконена Dawn of Solace (Дон оф Солейс) та його перший альбом Darkness.